# ニコール・アイゼンマン
- ニコル・アイゼンマン

ニコール・アイゼンマン（Nicole Eisenman、1965年 - ）はアメリカ合衆国の画家。ブルックリン区在住。

## 経歴
父親が軍精神科として駐屯していたフランスのヴェルダンで生まれる。曾祖母は画家のエスター・ハマーマン（英語版）。ニューヨーク州スカーズデールで育ち、1987年にロードアイランド・スクール・オブ・デザインを卒業。1990年代からニューヨークで画家として活動をはじめる。
1996年にグッゲンハイム・フェロー、2013年にCarnegie Prizeをそれぞれ受賞。ホイットニー・ビエンナーレには3度参加（1995年、2012年、2019年）。2015年9月29日にはマッカーサー・フェローを受賞。受賞理由は「20世紀の抽象画支配の時代に欠けていた文化的意義から人間の表現を取り戻したこと」。2003年から2009年までニューヨーク州アナンデール＝オン＝ハドソンのバード大学で教授を務めた。

## 作品
アイゼンマンの比喩的な油絵はセクシュアリティ、コメディ、カリカチュアの主題も弄んでいることが多い。絵画が有名だが、インスタレーション、ドローイング、プリント、彫刻も手掛ける。A・L・スタイナーとともにクィア/フェミニズムのキュラトリアル・イニシアティブ「リディケラス」を創立。
アイゼンマンの絵画の多くは「彼女自身あるいは彼女の友人、または日々の生活の観察から生まれた架空の人物の表現主義的な肖像」とアイゼンマンは語っている。

## 主な作品

### 個展
- クンストハレ・チューリヒ (2007)[13]
- 『Matrix 248』バークレーアートミュージアム＆パシフィックフィルムアーカイブ (2013)[16]
- 『Dear Nemesis, Nicole Eisenman 1993–2013』セントルイス現代美術館 (2014).[17]
- 『Dear Nemesis: Nicole Eisenman 1993–2013』インスティチュート・オブ・コンテンポラリー・アート（フィラデルフィア） (2014).[18]
- 『Masterpieces & Curiosities: Nicole Eisenman’s Seder[19]』ユダヤ博物館（ニューヨーク） (2015)
- 『Nicole Eisenman: Al-ugh-ories』ニュー・ミュージアム・オブ・コンテンポラリー・アート (2016)[20]
- 『Nicole Eisenman: Dark Light』セセッシオン（ウィーン） (2017)[21]

### グループ展
- 『ホイットニー・ビエンナーレ』ホイットニー美術館 (1995)[22]
- 『Provocations』California Art Center (2004)
- 『Prospect.2 New Orleans』 (2011)[23]
- 『ホイットニー・ビエンナーレ』ホイットニー美術館 (2012)[24]
- 『2013 Carnegie International』カーネギー美術館 (2013).[12]
- 『Manifesta 10』エルミタージュ美術館（サンクトペテルブルク） (2014)[25]
- 『NYC 1993: Experimental Jet Set, Trash and No Star』ニュー・ミュージアム・オブ・コンテンポラリー・アート (2013)
- 『The Forever Now: Contemporary Painting in an Atemporal World』 ニューヨーク近代美術館 (2014)[26]
- 『Scenes from the Collection』ユダヤ美術館（ニューヨーク）[27]
- 『ホイットニー・ビエンナーレ』ホイットニー美術館 (2019)[28]

## コレクション
- シカゴ美術館[29]
- ニューヨーク近代美術館[30]
- ウォーカー・アート・センター[31]
- ホイットニー美術館[32]
- ユダヤ美術館[33]

## 書籍
- Nicole Eisenman: Behavior (Rice Gallery, 1998)
- Nicole Eisenman: Selected works 1993–2003 (Herbert F. Johnson Museum of Art, 2003)
- Nicole Eisenman: Selected Works 1994–2004 ed. Victor Mathieu (Walther König, 2008)
- Nicole Eisenman: The Way We Weren't (Frances Young Tang Teaching Museum and Art Gallery, 2010)
- Nicole Eisenman ed. Beatrix Ruf (JRP-Ringier, 2011)
- Parkett no. 91 (Parkett Verlag, 2012)
- Nicole Eisenman: Dear Nemesis, 1993–2013 (Contemporary Art Museum St. Louis/Walther König, 2014)